# Hyloniscus banaticus
Hyloniscus banaticus är en kräftdjursart som beskrevs av Karl Wilhelm Verhoeff 1927. Hyloniscus banaticus ingår i släktet Hyloniscus och familjen Trichoniscidae. Inga underarter finns listade i Catalogue of Life.